# Maxillaria
Genre
Classification phylogénétique
Maxillaria est un genre d'orchidées originaire d'Amérique tropicale, comprenant plus de 700 espèces connues.

## Description
C'est une orchidée de taille petite à moyenne, produisant des pseudobulbes ovoïdes assez étroits, soit portés par un rhizome très court ou allongés, portant une ou deux feuilles le plus souvent assez grandes et étroites. Les inflorescences particulièrement courtes portent une seule fleur à chaque fois de petite taille. Les fleurs sont de formes variées. Le labelle est largement étalé, les pétales et le sépale dorsal sont souvent repliés sur l'avant, alors que les deux sépales latéraux sont souvent déployés. La fleur est rarement monochrome, dans des tons jaune, brun, rose, verdâtre ou blanc. D'autres portent des couleurs plus insolites : Maxillaria schunkeana est, par exemple, d'un lie-de-vin très sombre, presque noir. Les fleurs sont souvent tachetées. Plusieurs espèces sont parfumées.

## Habitat
Largement répandu, on trouve ce genre depuis la Floride et le nord de l'Amérique centrale jusqu'au nord de l'Argentine, en passant par les Antilles, et à une altitude comprise entre 0 et 3 500 m. Épiphyte, lithophyte et plus rarement terrestre.

## Taxonomie
Synonymes :
- Camaridium Lindl.
- Dicrypta Lindl.
- Heterotaxis Lindl.
- Marsupiaria Hoehne
- Menadena Raf.
- Neo-urbania Fawc. & Rendle
- Ornithidium R.Br.
- Pentulops Raf.
- Pseudomaxillaria Hoehne
- Psittacoglossum La Llave & Lex.
- Pterochilus Hook. & Arn.
- Sepalosaccus Schltr.
- Siagonanthus Poepp. & Endl.

## Culture

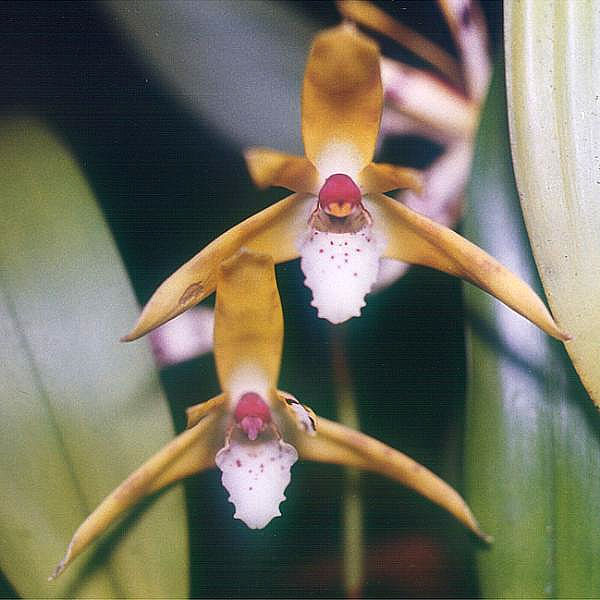
Maxillaria picta

C'est une orchidée de culture plutôt facile, mais certaines espèces demandent des conditions de culture assez spécifiques et difficiles à obtenir.
- Substrat : On peut les cultiver sur différents supports : pots, paniers suspendus, écorces. Toutefois, en ce qui concerne les deux derniers supports de culture, les arrosages et brumisations doivent être plus importants car elle s'asséchera plus vite sans. En pot ou en panier, il faut la planter dans un mélange d’écorces fines (calibre 1 cm), charbon de bois (calibre 1 cm) ainsi qu'un peu de sphaigne hachée.
- Température : Sauf cas particuliers, la plupart des Maxillarias se cultive sous climat dit "tempéré" c'est-à-dire 20-25° le jour et 13-18° la nuit, environ. Un écart thermique marqué entre le jour et la nuit est apprécié par la plante et stimule la floraison.
- Lumière : Exposition lumineuse moyenne (est ou ouest idéalement), avec un voilage pour protéger la plante des rayons du soleil.
- Arrosage : La plupart des espèces apprécie une forte humidité. Des arrosages abondants pendant la période de croissance, le substrat doit toujours rester humide. Certaines espèces ont besoin d’un léger repos en hiver, ce qui implique de légèrement laisser sécher le substrat entre deux arrosages.
- Fertilisation : Orchidées assez peu gourmandes. Une fertilisation une fois tous les 3 arrosages convient, et ils peuvent être arrêtés hors période de croissance (hiver).

## Quelques espèces
- Maxillaria acervata Rchb.f.
- Maxillaria aciantha Rchb.f.
- Maxillaria acicularis Herb ex Lindl.
- Maxillaria acostae Schltr.
- Maxillaria acuminata Lindl. in G.Bentham : Gradually Tapering Point Maxillaria
- axillaria acutifolia Lindl. : Pointy Leaf Maxillaria
- Maxillaria acutipetala Hook : Pointy Petal Maxillaria
- Maxillaria adendrobium (Rchb.f.) Dressler
- Maxillaria adolphi (Schltr.) Ames & Correll
- Maxillaria adscendens Schltr.
- axillaria aequiloba Schltr.
- Maxillaria affinis (Poepp& Endl.) Garay
- Maxillaria aggregata (Kunth) Lindl.
- Maxillaria alba (Hook.) Lindl.
- Maxillaria albata Lindl.
- Maxillaria albiflora Ames & C.Schweinf
- Maxillaria allenii L.O.Williams
- Maxillaria alpestris Lindlin G.Bentham : Alpine Maxillaria
- Maxillaria alticola C.Schweinf.
- Maxillaria amabilis J.T.Atwood
- Maxillaria amazonica Schltr.
- Maxillaria amblyantha Kraenzl
- Maxillaria ampliflora C.Schweinf.
- Maxillaria anatomorum Rchb.f.
- Maxillaria anceps Ames & C.Schweinf.
- Maxillaria angustibulbosa C.Schweinf.
- Maxillaria angustifolia Schltr. - now a synonym of Maxillaria strictifolia P.Ortiz (nom. nov.)
- Maxillaria angustisegmenta Ames & C.Schweinf.
- Maxillaria angustissima Ames F.T.Hubb & C.Schweinf.
- Maxillaria antioquiana Kraenzl
- Maxillaria appendiculoides C.Schweinf.
- Maxillaria arachnites Rchb.f. : Spider-shaped Maxillaria
- Maxillaria arachnitiflora Ames & C.Schweinf. : Spider Flower Maxillaria
- Maxillaria arbuscula (Lindl.) Rchb.f. : Diminutive Maxillaria
- Maxillaria argyrophylla Poepp& Endl
- Maxillaria attenuata Ames & C.Schweinf.
- Maxillaria atwoodiana Pupulin
- Maxillaria augustae-victoriae F.Lehm& Kraenzl. : Augusta Victoria's Maxillaria, Hirtz's Maxillaria
- Maxillaria aurea (Poepp & Endl.) L.O.Williams : Giant Maxillaria
- Maxillaria aureoglobula Christenson
- Maxillaria aurorae D.E.Benn& Christenson
- Maxillaria auyantepuiensis Foldats : Auyantepu Maxillaria
  - Maxillaria auyantepuiensis subsp. auyantepuiensis.
  - Maxillaria auyantepuiensis subsp. epiphytica Carnevali & I.Ramírez
- Maxillaria azulensis D.E.Benn & Christenson.
- Maxillaria batemanii Poepp & Endl
- Maxillaria bennettii Christenson
- Maxillaria bicallosa (Rchb.f.) Garay
- Maxillaria bicolor Ruiz & Pav. : Joined Pavement (Peru)
- Maxillaria binotii De Wild.
- Maxillaria biolleyi (Schltr.) L.O.Williams
- Maxillaria bocazensis D.E.Benn& Christenson.
- Maxillaria bolivarensis C.Schweinf.
- Maxillaria boliviensis Schltr.
- Maxillaria bolleoides Schltr.
- Maxillaria bomboizensis Dodson
- Maxillaria brachybulbon Schltr.
- Maxillaria brachypetala Schltr.
- Maxillaria brachypoda Schltr.
- Maxillaria bracteata (Schltr.) Ames & Correlli
- Maxillaria bradei Schltrex Hoehne : Brade's Maxillaria
- Maxillaria bradeorum (Schltr.) L.O.Williams
- Maxillaria brasiliensis Brieger & R.D.Illg : Brazilian Maxillaria
- Maxillaria brevifolia (Lindl.) Rchb.f. in W.G.Walpers
- Maxillaria brevilabia Ames & Correll
- Maxillaria brevis (Hoehne & Schltr.) Hoehne
- Maxillaria breviscapa Poepp & Endl. : Short-stemmed Maxillaria
- Maxillaria broadwayi (Cogn.) R.E.Schult.
- Maxillaria burgeri J.T.Atwood
- Maxillaria burtonii D.E.Benn & Christenson
- Maxillaria cacaoensis J.T.Atwood : Cacao Maxillaria
- Maxillaria cachacoensis J.T.Atwood
- Maxillaria caespitifica Rchb.f. : Mat-forming Maxillaria
- Maxillaria caespitosa C.Schweinf.
- Maxillaria calantha Schltr. : Beautiful-blooming Maxillaria
- Maxillaria caloglossa Rchb.f.
- Maxillaria camaridii Rchb.f. : Camaridium Maxillaria
- Maxillaria camaridioides Schltr.
- Maxillaria campanulata C.Schweinf.
- Maxillaria canarensis J.T.Atwood
- Maxillaria candida G.Lodd. ex Lindl.
- Maxillaria caparaoensis Brade
- Maxillaria caquetana Schltr.
- Maxillaria carinulata Rchb.f.
- Maxillaria carolii Christenson
- Maxillaria cassapensis Rchb.f. in W.G.Walpers
- Maxillaria casta Kraenzl
- Maxillaria caucae Garay
- Maxillaria caucana Schltr.
- Maxillaria caulina Schltr.
- Maxillaria caveroi D.E.Benn & Christenson
- Maxillaria cedralensis J.T.Atwood & Mora-Ret.
- Maxillaria chacoensis Dodson
- Maxillaria chartacifolia Ames & C.Schweinf.
- Maxillaria chicana Dodson
- Maxillaria chionantha J.T.Atwood
- axillaria chlorantha Lindl.
- Maxillaria christensonii D.E.Benn.
- Maxillaria christobalensis Rchb.f.
- Maxillaria chrysocycnoides (Schltr.) Senghas
- Maxillaria cleistogama Brieger & R.D.Illg
- Maxillaria cobanensis Schltr. : Coban Maxillaria
- Maxillaria coccinea (Jacq.) L.O.Williams ex Hodge : Scarlet Maxillaria
- Maxillaria cogniauxiana Hoehne : Cogniaux' Maxillaria
- Maxillaria colemanii Carnevali & Fritz
- Maxillaria colorata Rchb.fin W.G.Walpers
- Maxillaria compacta (Schltr.) P.Ortiz
- Maxillaria concavilabia Ames & Correll
- Maxillaria condorensis J.T.Atwood
- Maxillaria conduplicata (Ames & C.Schweinf.) L.O. Williams
- Maxillaria confusa Ames & C.Schweinf. : Confounded Maxillaria
- Maxillaria connellii Rolfe
- Maxillaria convencionis Kraenzl
- Maxillaria cordyline (Rchb.f.) Dodson
- Maxillaria cornuta C.Schweinf.
- Maxillaria costaricensis Schltr.
- Maxillaria cozierana H.G.Jones
- Maxillaria crassifolia (Lindl.) Rchb.f. : Thick-leaved Maxillaria
- Maxillaria crocea Poepp & Endl
- Maxillaria croceorubens (Rchb.f.) L.O. Williams
- Maxillaria cryptobulbon Carnevali & J.T. Atwood : Hidden Pseudobulb Maxillaria
- Maxillaria ctenostachys Rchb.f.
- Maxillaria cucullata Lindl. : Cowl-carrying Maxillaria
- Maxillaria cuencana Garay
- Maxillaria cuneiformis Ruiz & Pav.
- Maxillaria cuzcoensis C.Schweinf.
- Maxillaria cymbidioides Dodson J.T. Atwood & Carnevali
- Maxillaria cyperifolia (Schltr.) P.Ortiz
- Maxillaria dalessandroi Dodson
- Maxillaria darienensis J.T.Atwood
- Maxillaria dendrobioides (Schltr.) L.O. Williams : Dendrobium-like Maxillaria
- Maxillaria densa Lindl. : Crowded Maxillaria
- Maxillaria densifolia (Poepp & Endl.) Rchb.f.
- Maxillaria desvauxiana Rchb.f. : Desvaux' Maxillaria
- Maxillaria deuterocaquetana P.Ortiz
- Maxillaria deuteropastensis P.Ortiz
- Maxillaria diamantensis Kraenzl
- Maxillaria dichotoma (Schltr.) L.O. Williams
- Maxillaria dichroma Rolfe
- Maxillaria dillonii D.E. Benn & Christenson : Dillon's Maxillaria
- Maxillaria discolor (Lodd. ex Lindl.) Rchb.
- Maxillaria disticha (Lindl.) C.Schweinf.
- Maxillaria diuturna Ames & C.Schweinf.
- Maxillaria divitiflora Rchb.f.
- Maxillaria dolichophylla Schltr.
- Maxillaria dressleriana Carnevali & J.T. Atwood
- Maxillaria × dunstervillei Carnevali & I. Ramírez
- Maxillaria echinophyta Barb.Rodr.
- Maxillaria ecuadorensis Schltr. : Ecuadorian Maxillaria
- Maxillaria edwardsii D.E.Benn & Christenson
- Maxillaria elata Schltr.
- Maxillaria elatior (Rchb.f.) Rchb.f. in W.G.Walpers : Albert's Maxillaria, Sturdy Maxillaria
- Maxillaria elegans Schltr.
- Maxillaria elegantula Rolfe : Graceful Maxillaria
- Maxillaria embreei Dodson : Embre's Maxillaria
- Maxillaria encyclioides J.T. Atwood & Dodson
- Maxillaria endresii Rchb.f.
- Maxillaria equitans (Schltr.) Garay : Leaf-riding Maxillaria
- Maxillaria erubescens Kraenzl
- Maxillaria estradae Dodson
- Maxillaria exaltata (Kraenzl.) C. Schweinf.
- Maxillaria falcata Ames & Correll
- Maxillaria farinifera Schltr.
- Maxillaria ferdinandiana Barb. Rodr.
- Maxillaria fimbriatiloba Carnevali & G.A.Romero in G.A.Romero & G.Carnevali
- Maxillaria flava Ames F.T.Hubb & C.Schweinf. : Yellow Maxillaria
- Maxillaria fletcheriana Rolfe : Fletcher's Maxillaria
- Maxillaria floribunda Lindl. in G. Bentham
- Maxillaria foldatsiana Carnevali & I.Ramírez
- Maxillaria formosa Carnevali & G.A.Romero in G.A.Romero & G.Carnevali
- Maxillaria fractiflexa Rchb.f. : Inward-rolling Maxillaria
- Maxillaria fragrans J.T.Atwood
- Maxillaria frechettei D.E.Benn & Christenson
- Maxillaria friderici-caroli P.Ortiz
- Maxillaria friedrichsthalii Rchb.f. : Freidrichsthal's Maxillaria
- Maxillaria fucata Rchb.f. : Decorated Maxillaria
- Maxillaria fuerstenbergiana Schltr. : Fuerstenberg's Maxillaria
- Maxillaria fulgens (Rchb.f.) L.O.Williams : Shiny Maxillaria
- Maxillaria funerea Lindl.
- Maxillaria funicaulis C.Schweinf.
- Maxillaria furfuracea Scheidw.
- Maxillaria fuscopurpurea Drapiez
- Maxillaria galantha J.T.Atwood & Carnevali
- Maxillaria garayi D.E.Benn & Christenson
- Maxillaria gatunensis Schltr.
- Maxillaria geckophora D.E.Benn & Christenson
- Maxillaria gentryi Dodson
- Maxillaria gomeziana J.T.Atwood
- Maxillaria gorbatschowii R.Vásquez Dodson & Ibisch
- Maxillaria gracilipes Schltr.
- Maxillaria graminifolia (Kunth) Rchb.f. in W.G.Walpers : Grass-like Leafed Maxillaria
- Maxillaria grandiflora (Kunth) Lindl. : Large-flowered Maxillaria
- Maxillaria grandimentum C.Schweinf. : Large Chin Maxillaria
- Maxillaria grandis Rchb.f.
- Maxillaria granditenuis D.E.Benn & Christenson
- Maxillaria grayi Dodson
- Maxillaria grisebachiana Nir & Dod in M.A.Niir
- Maxillaria grobyoides Garay & Dunst.
- Maxillaria guadalupensis Cogn in I.Urban
- Maxillaria gualaquizensis Dodson
- Maxillaria guareimensis Rchb.f. : Guareime Maxillaria
- Maxillaria guentheriana Kraenzl
- Maxillaria guiardiana Chiron
- Maxillaria gymnochila Kraenzl
- Maxillaria haberi J.T.Atwood
- Maxillaria haemathodes (Ruiz & Pav.) Garay
- Maxillaria hagsateriana Soto Arenas
- Maxillaria hastulata Lindl. in G.Bentham
- Maxillaria hedwigiae Hamer & Dodson : Hedwig's Maxillaria
- Maxillaria hennisiana Schltr. : Hennis' Maxillaria
- Maxillaria herzogiana Kraenzl
- Maxillaria hillsii Dodson
- Maxillaria hirsutilabia D.E.Benn & Christenson
- Maxillaria hirtilabia Lindl.
- Maxillaria hoppii Schltr.
- Maxillaria horichii Senghas
- Maxillaria houtteana Rchb.f. : Short-column Maxillaria, Houtte's Maxillaria
- Maxillaria huancabambae (Kraenzl.) C. Schweinf.
- Maxillaria huanucoensis D.E.Benn & Christenson.
- Maxillaria huebschii Rchb.f. : Huebsch' Maxillaria
- Maxillaria hystrionica (Rchb.f.) L.O. Williams
- Maxillaria imbricata Barb. Rodr.
- Maxillaria inaudita Rchb.f. : Unheard Maxillaria
- Maxillaria infausta Rchb.f.
- Maxillaria inflexa (Lindl.) Griseb.
- Maxillaria insignis Rolfe
- Maxillaria insolita Dressler
- Maxillaria irrorata Rchb.f.
- Maxillaria jamboensis Dodson
- Maxillaria jamesonii (Rchb.f.) Garay & C. Schweinf.
- Maxillaria jenischiana (Rchb.f.) C. Schweinf.
- Maxillaria johannis Pabst
- Maxillaria johniana Kraenzl.
- Maxillaria jostii Dodson
- Maxillaria jucunda F.Lehm & Kraenzl
- Maxillaria juergensii Schltr. : Jurgen's Maxillaria
- Maxillaria jugata Garay
- Maxillaria kalbreyeri Rchb.f.
- Maxillaria kegelii Rchb.f.
- Maxillaria klugii C.Schweinf.
- Maxillaria koehleri Schltr. : Shiny Lip Maxillaria
- Maxillaria laevilabris Lindl. in G. Bentham : Shiny-lip Maxillaria
- Maxillaria lamprochlamys (Schltr.) P. Ortiz
- Maxillaria langlassei Schltr.
- Maxillaria lankesteri Ames : Lankester's Maxillaria
- Maxillaria lasallei Foldats
- Maxillaria lawrenceana (Rolfe) Garay & Dunst.
- Maxillaria leforii D.E.Benn & Christenson
- Maxillaria lehmannii Rchb.f. : Lehmann's Maxillaria
- Maxillaria lepidota Lindl. : Scaled Maxillaria
- Maxillaria leucaimata Barb.Rodr. : White Blood-red Maxillaria
- Maxillaria lexarzana Soto Arenas & F.Chiang
- Maxillaria lilacea Barb.Rodr.
- Maxillaria lilliputana D.E.Benn & Christenson
- Maxillaria lindeniae Cogn. : Linden's Maxillaria
- Maxillaria lindleyana Schltr. : Lindley's Maxillaria
- Maxillaria linearifolia Ames & C.Schweinf. : Long-leafed Maxillaria
- Maxillaria linearis C.Schweinf.
- Maxillaria liparophylla Summerh.
- Maxillaria litensis Dodson
- Maxillaria loefgrenii (Cogn.) Pabst
- Maxillaria longibracteata (Lindl.) Rchb.f. in W.G. Walpers
- Maxillaria longicaulis Schltr
- Maxillaria longicolumna J.T.Atwood
- Maxillaria longiloba (Ames & C.Schweinf.) J.T.Atwood
- Maxillaria longipes Lindl. in G. Bentham : Long Column Foot Maxillaria
- Maxillaria longipetiolata Ames & C. Schweinf.
- Maxillaria longissima Lindl. : Longest Petal Maxillaria
- Maxillaria loretoensis C.Schweinf.
- Maxillaria lueri Dodson
- Maxillaria luteoalba Lindl. : Yellow and White Maxillaria
- Maxillaria luteobrunnea (Kraenzl.) P.Ortiz
- Maxillaria lutheri J.T.Atwood
- Maxillaria machinazensis D.E.Benn & Christenson
- Maxillaria machupicchuensis Christenson & N.Salinas
- Maxillaria macleei Bateman ex Lindl
- Maxillaria macropoda Schltr.
- Maxillaria macrura Rchb.f. : Long-tailed Maxillaria
  - Maxillaria macrura f. aurea Christenson (Venezuela)
- Maxillaria maderoi Schltr.
- Maxillaria madida Lindl. : Moist-growing Maxillaria
- Maxillaria maldonadoensis J.T.Atwood
- Maxillaria maleolens Schltr.
- Maxillaria mapiriensis (Kraenzl.) L.O. Williams
- Maxillaria margretiae R.Vásquez
- Maxillaria mariaisabeliae J.T.Atwood
- Maxillaria marmoliana Dodson
- Maxillaria matthewsii Lindl. in G.Bentham : Matthews' Maxillaria
- Maxillaria mejiae Carnevali & G.A.Romero in G.A.Romero & G.Carnevali
- Maxillaria meleagris Lindl. : Spotted Guinea Fowl Maxillaria, Dotted and Striped Maxillaria
- Maxillaria melina Lindl.
- Maxillaria merana Dodson
- Maxillaria meridensis Lindl. : Mérida Maxillaria
- Maxillaria mexicana J.T.Atwood:.
- Maxillaria microblephara Schltr.
- Maxillaria microdendron Schltr.
- Maxillaria microiridifolia D.E.Benn& Christenson
- Maxillaria microphyton Schltr.
- Maxillaria microtricha Schltr.
- Maxillaria milenae V.P.Castro & Chiron
- Maxillaria miniata (Lindl.) L.O. Williams : Rust-red Maxillaria
- Maxillaria minor (Schltr.) L.O. Williams : Least Maxillaria
- Maxillaria minuta Cognin C.F.P.von Martius & auct. suc. (eds.)
- Maxillaria minutiflora D.E.Benn & Christenson
- Maxillaria modesta Schltr.
- Maxillaria modestiflora Pabst
- Maxillaria molitor Rchb.f.
- Maxillaria mombachoensis A.Heller ex J.T.Atwood
- Maxillaria monacensis Kraenzl.
- Maxillaria monteverdensis J.T.Atwood & Barboza
- Maxillaria moralesii Carnevali & J.T.Atwood
- Maxillaria mosenii Kraenzl. : Mosen's Maxillaria
- Maxillaria muelleri Regel
- Maxillaria multicaulis (Poepp & Endl.) C.Schweinf.
- Maxillaria multiflora Barb.Rodr.
- Maxillaria mungoschraderi R.Vásquez & Ibisch
- Maxillaria muscicola Rchb.f.
- Maxillaria muscoides J.T.Atwood
- Maxillaria nagelii L.O.Williams ex Correl
- Maxillaria nanegalensis Rchb.f.
- Maxillaria napoensis Dodson
- Maxillaria nardoides Kraenzl. : Pine Needle Maxillaria
- Maxillaria nasuta Rchb.f. : Nosed Maxillaria
- Maxillaria neglecta (Schltr.) L.O. Williams
- Maxillaria neillii Dodson
- Maxillaria neophylla Rchb.f.
- Maxillaria neowiedii Rchb.f.
- Maxillaria nicaraguensis (Hamer & Garay) J.T. Atwood
- Maxillaria niesseniae Christenson
- Maxillaria nigrescens Lindl. : Blackish Maxillaria
- Maxillaria nitidula Rchb.f.
- Maxillaria notylioglossa Rchb.f. : Notylia-like Lip Maxillaria
- Maxillaria nubigena (Rchb.f.) C.Schweinf. : Cloud-growing Maxillaria
- Maxillaria nuriensis Carnevali & I.Ramírez
- Maxillaria nutans Lindlin G.Bentham : Nodding Maxillaria
- Maxillaria nutantiflora Schltr.
- Maxillaria nymphopolitana Kraenzl
- Maxillaria obscura Linden & Rchb.f.
- Maxillaria ochracea (Rchb.f.) Garay
- Maxillaria ochroglossa Schltr.
- Maxillaria ochroleuca Lodd. ex Lindl.
- Maxillaria oestlundiana L.O.Williams
- Maxillaria olivacea (Kraenzl.) P.Ortiz
- Maxillaria ophiodens J.T.Atwood
- Maxillaria oreocharis Schltr.
- Maxillaria oxapampensis J.T.Atwood
- Maxillaria oxysepala Schltr.
- Maxillaria pacholskii Christenson
- Maxillaria pachyacron Schltr.
- Maxillaria pachyneura F.Lehm & Kraenzl.
- Maxillaria pachyphylla Schltrex Hoehne
- Maxillaria paleata (Rchb.f.) Ames & Correll
- Maxillaria palmensis Dodson
- Maxillaria palmifolia (Sw.) Lindl.
- Maxillaria pamplonensis Linden & Rchb.f.
- Maxillaria pannieri Foldats
- Maxillaria parahybunensis Cognin C.F.P.von Martius & auct. suc. (eds.) : Parahybuna Maxillaria
- Maxillaria paranaensis Barb.Rodr.
- Maxillaria pardalina Garay
- Maxillaria parkeri Hook.
- Maxillaria parvibulbosa C.Schweinf.
- Maxillaria parviflora (Poepp. & Endl.) Garay : Small-flowered Maxillaria
- Maxillaria parvilabia Rolfe
- Maxillaria pastensis Rchb.f.
- Maxillaria pastorellii D.E.Benn. & Christenson
- Maxillaria patella J.T.Atwood
- Maxillaria patens Schltr.
- Maxillaria patula C.Schweinf.
- Maxillaria pauciflora Barb.Rodr.
- Maxillaria paulistana Hoehne
- Maxillaria pendens Pabst : Pendant-growing Maxillaria
- Maxillaria pendula (Poepp. & Endl.) C.Schweinf.
- Maxillaria pentura Lindl.
- Maxillaria perryae Dodson : Perry's Maxillaria
- Maxillaria peruviana (C.Schweinf.) D.E.Benn. & Christenson
- Maxillaria pfitzeri Senghas
- Maxillaria piestopus Schltr.
- Maxillaria pittieri (Ames) L.O.Williams
- Maxillaria planicola C.Schweinf.
- Maxillaria platyloba Schltr.
- Maxillaria platypetala Ruiz & Pav.
- Maxillaria plebeja Rchb.f. : Insignificant Maxillaria
- Maxillaria pleiantha Schltr.
- Maxillaria pleuranthoides (Schltr.) Garay
- Maxillaria plicata Schltr.
- Maxillaria poaefolia Schltr.
- Maxillaria podochila Kraenzl.
- Maxillaria poicilothece Schltr.
- Maxillaria polybulbon Kraenzl.
- Maxillaria ponerantha Rchb.f.
- Maxillaria porrecta Lindl. : Extended Maxillaria
- Maxillaria portillae Christenson & McIllm.
- Maxillaria powellii Schltr.
- Maxillaria praestans Rchb.f. : Outstanding Maxillaria
- Maxillaria praetexta Rchb.f.
- Maxillaria proboscidea Rchb.f. : Nose-like Maxillaria
- Maxillaria procurrens Lindl.
- Maxillaria prolifera Ruiz & Pav.
- Maxillaria pseudoneglecta J.T.Atwood
- Maxillaria pseudonubigena J.T.Atwood
- Maxillaria pseudoreichenheimiana Dodson : False Reichenheim Maxillaria
- Maxillaria pterocarpa Barb.Rodr.
- Maxillaria pudica Carnevali & J.L.Tapia
- Maxillaria pulchra (Schltr.) L.O.Williams ex Correll : Beautiful Maxillaria
- Maxillaria pulla Linden & Rchb.f. : Dark Maxillaria
- Maxillaria pumila Hook : Dwarf Maxillaria
- Maxillaria purpurata (Lindl.) Rchb.f. in W.G.Walpers
- Maxillaria purpureolabia D.E.Benn& Christenson
- Maxillaria pustulosa J.T.Atwood
- Maxillaria pyhalae D.E.Benn. & Christenson
- Maxillaria quadrata Ames & Correll
- Maxillaria quelchii Rolfe
- Maxillaria quercicola (Schltr.) P.Ortiz
- Maxillaria quitensis (Rchb.f.) C.Schweinf.
- Maxillaria ramonensis Schltr.
- Maxillaria ramosa Ruiz & Pav. (type species)
- Maxillaria ramosissima Kraenzl.
- Maxillaria rauhii D.E.Benn. & Christenson (Peru)
- Maxillaria regeliana Cognin C.F.P.von Martius & auct. suc. (eds.)
- Maxillaria reichenheimiana Endres & Rchb.f : Reichenheim's Maxillaria
- Maxillaria rhodoleuca (Schltr.) P.Ortiz
- Maxillaria rhombea Lindl.
- Maxillaria richii Dodson : Rich's Maxillaria
- Maxillaria rigida Barb.Rodr.
- Maxillaria ringens Rchb.f. in W.G.Walpers : Rigid Maxillaria
- Maxillaria riopalenquensis Dodson
- Maxillaria robusta Barb.Rodr.
- Maxillaria rodriguesii Cognin C.F.P.von Martius & auct. suc. (eds.) : Rodrigues' Maxillaria
- Maxillaria rodrigueziana J.T.Atwood & Mora-Ret : Rodriguez' Maxillaria
- Maxillaria rolfei P.Ortiz
- Maxillaria rotundilabia C.Schweinf.
- Maxillaria ruberrima (Lindl.) Garay
- Maxillaria rubioi Dodson : Rubio's Maxillaria
- Maxillaria rufescens Lindl. : Light Fox-red Maxillaria
- Maxillaria rupestris Barb.Rodr. : Rock-loving Maxillaria
  - Maxillaria rupestris Barb.Rodr. f. brevis (Hoehne & Schltr.) F.Barros (formerly Maxillaria picta var. brevis)
- Maxillaria sanaensis D.E.Benn. & Christenson
- Maxillaria sanantonioensis Christenson
- Maxillaria sanderiana Rchb.f. ex Sander : Sander's Maxillaria
- Maxillaria sanguinea Rolfe (may have become naturalized in the USA, but this remains doubtful) : Blood-red Maxillaria
- Maxillaria sanguineomaculata Schltr.
- Maxillaria santanae Carnevali & I.Ramírez
- Maxillaria saragurensis Dodson
- Maxillaria saxatilis Rchb.f.
- Maxillaria saxicola Schltr.
- Maxillaria scalariformis J.T.Atwood : Ladder-like Maxillaria
- Maxillaria scandens D.E.Benn. & Christenson
- Maxillaria schistostele Schltr.
- Maxillaria schlechteri Foldats
- Maxillaria schlechteriana (C.Schweinf.) J.T.Atwood
- Maxillaria schnitteri Schltr.
- Maxillaria schultzei Schltr.
- Maxillaria scorpioidea Kraenzl. : Scorpion Flower Maxillaria
- Maxillaria sculliana J.T.Atwood
- Maxillaria seidelii Pabst : Seidel's Maxillaria
- Maxillaria semiscabra (Lindl.) P.Ortiz
- Maxillaria serrulata Ames & Correll
- Maxillaria setigera Lindl. : Bristle-carrying Maxillaria
- Maxillaria shepheardii Rolfe : Shepheard's Maxillaria
- Maxillaria sigmoidea (C.Schweinf.) Ames & Correll
- Maxillaria simacoana Schltr.
- Maxillaria simplex J.T.Atwood
- Maxillaria simplicilabia C.Schweinf.
- Maxillaria soconuscana Breedlove & D.Mally
- Maxillaria sodiroi (Schltr.) Senghas
- Maxillaria sophronitis (Rchb.f.) Garay : Sophronitis-like Maxillaria
- Maxillaria sotoana Carnevali & Gómez-Juárez
- Maxillaria spannagelii Hoehne
- Maxillaria spathulata C.Schweinf.
- Maxillaria speciosa Rchb.f.
- Maxillaria spegazziniana Kraenzl.
- Maxillaria spilotantha Rchb.f.
- Maxillaria spiritu-sanctensis Pabst : Espiritu Santa Maxillaria
- Maxillaria splendens Poepp. & Endl : Grand Maxillaria, Buchtien's Maxillaria
- Maxillaria squarrosa (Schltr.) Dodson
- Maxillaria stenophylla Rchb.f.
- Maxillaria sterrocaulos (Schltr.) P.Ortiz
- Maxillaria steyermarkii Foldats
- Maxillaria stictantha Schltr.
- Maxillaria striata Rolfe : Striped Maxillaria
- Maxillaria stricta Schltr.
- Maxillaria strictifolia P.Ortiz. (nom. nov.) (formerly Maxillaria angustifolia Schltr.)
- Maxillaria strictissima (Kraenzl.) P.Ortiz
- Maxillaria strumata (Endres & Rchb.f.) Ames & Correll
- Maxillaria suareziorum Dodson
- Maxillaria suaveolens Barringer
- Maxillaria subpandurata Schltr.
- Maxillaria subulata Lindl.
- Maxillaria subulifolia Schltr.
- Maxillaria sulfurea Schltr.
- Maxillaria superflua Rchb.f. : Different-colored Maxillaria
- Maxillaria swartziana C.D.Adams
- Maxillaria synsepala J.T.Atwood
- Maxillaria taracuana Schltr.
- Maxillaria tenuibulba Christenson
- Maxillaria tenuifolia Lindl. : Delicate-leafed Maxillaria, Coconut Pie Orchid
- Maxillaria tenuis C.Schweinf.
- Maxillaria thurstoniorum Dodson
- Maxillaria tiaraensis Carnevali & G.A.Romero in G.A.Romero & G.Carnevali
- Maxillaria tocotana Schltr.
- Maxillaria tonduzii (Schltr.) Ames & Correll
- Maxillaria tonsbergii Christenson
- Maxillaria tonsoniae Soto Arenas
- Maxillaria torifera (Schltr.) P.Ortiz
- Maxillaria tricarinata J.T.Atwood
- Maxillaria tricolor Ruiz & Pav.
- Maxillaria trigona C.Schweinf.
  - Maxillaria trigona subsp. amaroensis D.E.Benn& Christenson
  - Maxillaria trigona subsp. trigona
- Maxillaria trilobata Ames & Correll
- Maxillaria trilobulata D.E.Benn. & Christenson
- Maxillaria triloris E.Morren : Three-straped Maxillaria
- Maxillaria triphylla Ruiz & Pav.
- Maxillaria tristis Schltr.
- Maxillaria truncatilabia Schltr.
- Maxillaria tubercularis J.T.Atwood
- Maxillaria tuerosii D.E.Benn& Christenson
- Maxillaria turkeliae Christenson : Tuerkel's Maxillaria
- Maxillaria tutae J.T.Atwood
- Maxillaria umbratilis L.O.Williams
- Maxillaria uncata Lindl. : Hook-shaped Maxillaria
- Maxillaria undatiflora Ruiz & Pav.
- Maxillaria unguiculata Schltr.
- Maxillaria unguilabia Schltr.
- Maxillaria unicarinata C.Schweinf.
- Maxillaria urbaniana F.Lehm & Kraenzl.
- Maxillaria vaginalis Rchb.f.
- Maxillaria valenzuelana (A.Rich.) Nash : Valenzuela's Maxillaria
  - Maxillaria valenzuelana subsp. angustata J.T.Atwood
  - Maxillaria valenzuelana subsp. valenzuelana
- Maxillaria valerioi Ames & C.Schweinf.
- Maxillaria valleculata D.E.Benn & Christenson
- Maxillaria variabilis Bateman ex Lindl. : Variable Maxillaria
- Maxillaria venusta Linden & Rchb.f. : Charming Maxillaria
- Maxillaria verecunda Schltr.
- Maxillaria vernicosa Barb.Rodr. : Varnished Maxillaria\
- Maxillaria villonacensis Dodson
- Maxillaria villosa (Barb.Rodr.) Cognin C.F.P.von Martius & auct. suc. (eds.) : Shaggy Maxillaria
- Maxillaria vinosa Senghas
- Maxillaria violaceopunctata Rchb.f. : Violet-spotted Maxillaria
- Maxillaria virguncula Rchb.f
- Maxillaria vitelliniflora Barb.Rodr. : Yolk-yellow Flower Maxillaria
- Maxillaria vittariifolia L.O.Williams
- Maxillaria vulcanica F.Lehm & Kraenzl. : Volcano Maxillaria
- Maxillaria wercklei (Schltr.) L.O.Williams : Werckle's Maxillaria
- Maxillaria whittenii Dodson
- Maxillaria williamsii Dodson
- Maxillaria winaywaynaensis D.E.Benn. & Christenson
- Maxillaria witsenioides Schltr.
- Maxillaria wojii Christenson
- Maxillaria woytkowskii C.Schweinf.
- Maxillaria xantholeuca Schltr.
- Maxillaria xanthorhoda Schltr.
- Maxillaria xylobiiflora Schltr.
- Maxillaria yanganensis Dodson
- Maxillaria yauaperyensis Barb.Rodr.
- Maxillaria × yucatanensis Carnevali & R.Jiménez